# Siegum
Siegum (dänisch: Sigum) ist ein Ort, der zur Gemeinde Munkbrarup gehört.

## Lage
Siegum liegt ungefähr fünfhundert Meter südlich von Bockholmwik. Munkbrarup liegt ungefähr drei Kilometer südwestlich von Siegum. Das kleinere Kragholm liegt in dieselbe Richtung, ungefähr zwei Kilometer entfernt südlich liegt Langballig. Direkt am östlichen Rand von Siegum liegt der Ortsteil Siegumlund. Siegums Landschaft besteht heute noch hauptsächlich aus Feldern und Weiden, mit Ausnahme des erwähnten Siegumlund, das stark bewaldet ist.

## Hintergrund
Siegum wurde erstmals 1567 erwähnt. Der Ortsname geht auf altnordisch sīk sowie auf die Dativform der Mehrzahl von dänisch Sig für ein „Feuchtgebiet“ beziehungsweise „eine sumpfige Niederung mt einem Wasserlauf“ zurück. Der Ort bestand ursprünglich aus zwei Grundstücken, die 1692 unter das Gut Freienwillen (Langballegaard) kamen und 1755 parcelliert wurden. Auf der Uraufnahme von Franz Geerz aus dem Jahr 1858 ist Siegum schon eingetragen. Auf der Karte der Preußischen Neuaufnahme um 1879 war Siegum mit seinem Siedlungsbestand schon sehr detailliert eingezeichnet. 1961 zählte Siegum 45 Einwohner. 1970 wurden 48 Einwohner gezählt. Seit 2014 führte die Radstrecke des Ostseeman offenbar erstmals durch Siegum.